# 비르가님 아이티모바

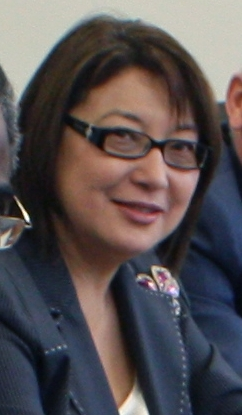
비르가님 아이티모바

비르가님 사리예브나 아이티모바(러시아어: Бырганым Сариевна Айтимова, 카자흐어: Бірғаным Сарықызы Әйтімова, 1953년 2월 26일 ~ )은 카자흐스탄의 정치인이다.
2004년 12월 13일부터 2007년 1월 19일까지 카자흐스탄 교육·과학부 장관을 역임했으며 2007년 2월부터 2013년 8월 26일까지 유엔 주재 카자흐스탄 대사를 역임했다. 2013년 8월 26일부터 현재까지 카자흐스탄 상원 의장을 역임하고 있다.